# Arzúa (járás)
Arzúa egy comarca (járás) Spanyolország Galicia autonóm közösségében, A Coruña tartományban. Székhelye Arzúa. Népessége 2005-ös adatok szerint 18 496 fő volt.

## Települések
A székhely neve félkövérrel szerepel.
- Arzúa
- Boimorto
- O Pino
- Touro